# Jaime Eyzaguirre Philippi
Jaime Eyzaguirre Philippi (Santiago, 16 de septiembre de 1935) es un destacado científico, impulsor de la bioquímica en Chile; fue partícipe del auge y desarrollo de esta disciplina en su país durante la segunda mitad del siglo XX. Ha realizado clases en las universidades Católica, en la que lideró la creación de la carrera de Bioquímica, y Andrés Bello, y ha formado a un gran número de investigadores con destacadas trayectorias, como Rodrigo Gutiérrez y Francisco Herrera, entre otros. 

## Biografía
Hijo del abogado e historiador Jaime Eyzaguirre y nieto del naturalista Rodulfo Amando Philippi, ingresó en 1953 a la Escuela de Medicina de la Universidad Católica, pero después del cuarto año llegó a la conclusión de que no tenía vocación de médico, por lo que optó por licenciarse en Ciencias Biológicas (1958). Fue Raúl Croxatto, profesor de Bioquímica en la mencionada escuela, quien lo motivó a especializarse en el área en la que descollaría.  
El mismo año en que se diplomó, viajó a Estados Unidos becado a la Universidad de Illinois en Chicago, donde en 1962 obtuvo el grado de Ph.D. en Química con mención en Bioquímica. Su tesis doctoral —dirigiga John Clark, experto en biosíntesis de proteínas— versó sobre la tirosil-tRNA sintetasa (Tyrosine Activation and Transfer to Soluble Ribonucleic Acid), enzima involucrada en el proceso de biosíntesis de proteínas. 
Posteriormente se tituló de bioquímico en la Universidad de Chile. Desde 1972 a 1974 tuvo una beca de los Institutos Nacionales de Salud (NIH, según sus siglas inglesas) en la Universidad de California, Los Ángeles, donde trabajó con el Daniel E. Atkinson, un experto en enzimología y metabolismo. De regreso a Chile se incorporó a su primera alma máter, donde enseñó en pre y posgrado y realizó investigaciones en diversos aspectos relacionados con mecanismos de acción enzimática. Su trabajo más importante consistió en estudios de modificación química selectiva de piruvato quinasas de distintas fuentes tales como músculo de conejo, hígado y levadura, lo cual permitió determinar residuos esenciales para la actividad catalítica y el aislamiento de péptidos conteniendo estos residuos de aminoácidos. Los trabajos en piruvato quinasas dieron lugar a diversas publicaciones.
Presidió la primera reunión anual de la Sociedad de Bioquímica y Biología Molecular de Chile en 1977, realizada en la sede Talca de la Chile (hoy Universidad de Talca), entre el 19 y 21 de mayo de dicho año.
Fue nombrado profesor titular de Bioquímica en 1978 y al año siguiente le correspondió liderar la creación de la carrera de Bioquímica en la Chile. A fines de los años 1980 inició investigaciones relacionadas con el estudio de las enzimas que participan en la biodegradación de la lignocelulosa, utilizando hongos como modelos biológicos (nombre de línea de investigación: Estudio de los procesos involucrados en la biodegradación del xilano y la pectina por el hongo lignocelulolítico Penicillium purpurogenum. Identificación, purificación, secuenciación y caracterización de las enzimas responsables).
Desde 2001 trabaja en la Universidad Andrés Bello donde ha continuado esas investigaciones, que culminaron con la secuenciación del genoma del Penicillium purpurogenum, lo que está permitiendo identificar numerosos genes y enzimas asociados a la biodegradación de la lignocelulosa.
Ha publicado más de 50 trabajos científicos en áreas de su especialidad. Fue editor del libro Chemical modification of enzymes: active sites studies (Halsted Press, NY, USA, 1987) y es autor de Química de los hidratos de carbono (Editorial Andrés Bello, Santiago, 1975). Ha liderado más de media docena de proyectos del Fondo Nacional de Desarrollo Científico y Tecnológico y dirigido más de 30 tesis de pre y postgrado en ambas universidades. Entre sus alumnos se encuentran Renato Chávez, profesor de la Universidad de Santiago, Rodrigo Gutiérrez, de la Católica, y Francisco Herrera, posdoctorado en UC Berkeley y sus colaboradores  Sergio Bazaes (profesor de la UMCE), Emilio Cardemil (USACH) y  Paulina Bull (UC).